# A Hard Day’s Night (песня)
«A Hard Day’s Night» (с англ. — «Вечер трудного дня») — песня британской рок-группы The Beatles, написанная Джоном Ленноном при участии Пола Маккартни. Песня стала главным саундтреком к первому музыкальному фильму с участием группы — «Вечер трудного дня», вышедшему на экраны в 1964 году. «A Hard Day’s Night» была выпущена в формате сингла («Б»-сторона — «I Should Have Known Better») и завоевала премию «Грэмми» в номинации «Лучшее вокальное поп-исполнение дуэтом или группой». Занимает 154-ю позицию в списке 500 величайших песен всех времён по версии журнала Rolling Stone.
Песня «A Hard Day’s Night» звучит в самом начале фильма, когда участники группы играют и поют на фоне открывающих картину титров. Этот номер исполнен дважды записанным голосом Джона, в результате чего достигается эффект дуэта. Эта живая, свежая музыкальная тема, аранжированная для оркестрового исполнения, появляется в разных местах в течение всего фильма и является вкладом продюсера The Beatles Джорджа Мартина. Эта песня близка большинству слушателей: тяжёлый рабочий день, с его заботами и пустыми разговорами и терпеливым ожиданием возвращения к эйфорическому уединению с любимыми[стиль]. Позднее Леннон будет использовать более авангардные средства для своих песен, а «A Hard Day’s Night» демонстрирует его умение очертить повседневность и удачно выразить её идиомами поп-песни.
Песня была записана 16 апреля 1964 и выпущена на саундтреке к фильму «Вечер трудного дня» в Америке в конце июня. Через несколько недель она была выпущена синглом в США и в Великобритании.

## Название
По словам музыкантов, название песне дал барабанщик группы Ринго Старр. Тогда в конце особенно напряжённого съёмочного дня Ринго случайно обмолвился фразой, вскоре ставшей как названием для первого музыкального фильма группы, так и названием её заглавной песни. «It’s been a hard day’s night that was!» — объявил он, на минуту присев на поручень раскладного парусинового стула, стоявшего позади линии операторов и техников съёмочной группы фильма. Старр впервые рассказал об этом случае в интервью с диджеем Дейвом Хуллом в 1964 году:

«Однажды, когда мы проработали весь день и вечер, я думал, что ещё день, и сказал: „Трудный выдался день…“ — Выглянул в окно, заметил, что там темно, и поправился: — Вечер после трудного дня.(англ. 'It’s been a hard day…). Так и появилось название „Вечер трудного дня“.

В интервью 1980 года для журнала „Плэйбой“, Джон Леннон рассказывал:

„Я ехал домой в машине, а Дик Лестер предложил в качестве названия что-нибудь из сказанного Ринго. Я уже использовал эту идею в книге “In His Own Write» — это был экспромт Ринго, неправильно употребленное слово, создающее тот самый комический эффект, своеобразный рингоизм — сказанное не в шутку, а просто так. Дик Лестер сказал: «На этом названии и остановимся», а на следующее утро я привёз песню".Оригинальный текст (англ.)I was going home in the car and Dick Lester suggested the title, 'Hard Day's Night' from something Ringo had said. I had used it in In His Own Write [a book Lennon was writing then], but it was an off-the-cuff remark by Ringo. You know, one of those malapropisms. A Ringo-ism, where he said it not to be funny… just said it. So Dick Lester said, 'We are going to use that title.

В интервью 1994 года, вошедшим в серию документальных фильмов «Антология The Beatles» (англ. The Beatles Anthology) Маккартни не согласился с воспоминаниями Леннона, в основном заявляя, что сами участники группы, а не Лестер поддержали идею использования словесной оплошности Старра в качестве названия для фильма. В этом интервью Маккартни заявил:

"Название придумал Ринго. Мы почти закончили съёмки в фильме и вдруг появился этот забавный бит, о котором мы не знали прежде. Он появился, когда мы находились в студиях Твикенхема на сессии, вспоминая о недавнем забавном случае с очередной оговоркой Ринго. У Ринго часто были подобные необычные оговорки, которые получались у него совсем не так как у других людей. Его были всегда замечательны и очень лиричны… они обладали неповторимым волшебством даже при том, что он понимал их превратно. В тот вечер, после концерта он обмолвился фразой: «Уф, выдался вечер трудного дня». (англ. 'Phew, it’s been a hard day’s night).Оригинальный текст (англ.)The title was Ringo's. We'd almost finished making the film, and this fun bit arrived that we'd not known about before, which was naming the film. So we were sitting around at Twickenham studios having a little brain-storming session… and we said, 'Well, there was something Ringo said the other day.' Ringo would do these little malapropisms, he would say things slightly wrong, like people do, but his were always wonderful, very lyrical… they were sort of magic even though he was just getting it wrong. And he said after a concert, 'Phew, it's been a hard day's night

В 1996 году возникла новая версия истории названия песни. В сообщении Ассошиэйтед Пресс, продюсер фильма «Вечер трудного дня» Уолтер Шенсон заявил, что после того как Леннон поведал ему о способности Ринго Старра к забавным словесным оплошностям, включая «A Hard Day’s Night», Шенсон незамедлительно объявил, что именно эта фраза станет названием фильма (первоначально кинолента носила название — «Битломания»).

## История создания
Вне зависимости от того, кто дал песне оригинальное название, автором композиции является Джон Леннон, написавший её с небольшой помощью Пола Маккартни по просьбе Уолтера Шенсона, который продюсировал первый фильм The Beatles. United Artists принудили Шенсона настоять на том, чтобы группа написала заглавную песню для фильма. Леннон решил, что справится с поставленной задачей. По словам музыканта, он написал её за одну ночь, а музыку к песне написал уже следующим утром (черновой вариант с текстом песни сегодня хранится в Британской Библиотеке. Текст набросан шариковой ручкой в конце старой поздравительной открытки). В интервью 1980 года для журнала «Плейбой», Леннон сказал:

«Между мной и Полом шло некоторое соперничество за то, кому достанется первая сторона, чьи песни будут записаны на хитовых синглах. Если вы обратили внимание, вначале большинство синглов — в фильмах и так далее — были моими. А потом, только когда я стал копаться в себе и несколько замкнулся, — а может, во всём виноваты астрологи, — Пол отчасти захватил власть в группе. Но в ранний период явно доминировал я. Я писал почти все синглы, кроме „Love Me Do“. На каждом или моя песня, или мой голос, или и то и другое. Пол пел на записи „A Hard Day’s Night“ по единственной причине: я не мог брать высокие ноты — „Когда я дома, кажется, что всё в порядке. Когда я дома…“ Так мы иногда поступали: кто-то из нас не мог взять нужную ноту, но, раз для песни требовалось именно это, гармонии дописывал кто-то другой».

В сообщении Ассошиэйтед Пресс, Шенсон рассказал свою версию создания прославленной композиции.

В 8:30 утра «Они (Джон и Пол) с гитарами в руках напевали песню, текст к которой был набросан на упаковке от спичечных коробков. Они напевали эту мелодию и следующей ночью, и вскоре сделали запись песни». Шенсон также отметил «у песни был верный такт, а аранжировка была просто блестящей. Эти парни были гениями». Оригинальный текст (англ.)«There were John and Paul with guitars at the ready and all the lyrics scribbled on matchbook covers. They played it and the next night recorded it».

16 апреля 1964 года, «The Beatles» собрались в студии «Эбби Роуд» и записали песню «A Hard Day’s Night». Музыкантам потребовалось меньше трёх часов для того чтобы записать её для окончательного выпуска.

## Выпуск песни

Обложка британского сингла «A Hard Day’s Night»

В США «A Hard Day’s Night» был впервые выпущен 13 июня 1964 года (сингл с альбома A Hard Day’s Night) студией «United Artists». Альбом тогда был продан тиражом свыше двух миллионов копий.
«A Hard Day’s Night» стал первым синглом The Beatles в Великобритании, в названии которого не были использованы местоимения. Во всех предыдущих британских синглах («Love Me Do», «Please Please Me», «From Me to You», «She Loves You», «I Want to Hold Your Hand» и «Can't Buy Me Love»), музыканты преднамеренно использовали в названии композиций местоимения, чтобы любая песня выглядела «очень прямой и личной». По словам Маккартни, это было использовано для того, чтобы «люди могли узнать это».
В Великобритании выпуск «A Hard Day’s Night» состоялся 10 июля 1964 года. Песня была выпущена в формате сингла с альбома A Hard Day’s Night («Б»-сторона — «Things We Said Today»). И альбом, и сингл были выпущены лейблом «Parlophone Records». В стране было продано 1, 5 миллиона копий записи за две недели после официального выпуска альбома. В музыкальных хит-парадах сингл появился с 18 июля 1964 года, начав своё трёхнедельное лидерство. До этого, лидером британского хит-парада оставался сингл группы «Rolling Stones» «It’s All Over Now», появившийся в чарте 25 июля 1964 года. Сингл оставался на вершине хит-парада на протяжении трёх недель, и продолжил своё уверенное господство ещё девять недель.
Американский сингл начал своё 13-недельное лидирование в музыкальных хит-парадах, продолжавшееся пять дней после выпуска сингла, и к 1 августа вошёл в «топ-песен», где продержался две недели. Сингл установил новый рекорд в истории хит-парада. «The Beatles» стали первыми артистами, чей сингл и альбом с одноимённым названием одновременно возглавляли музыкальные хит-парады. Музыканты продолжали оставаться лидерами до 1970 года до того как группа Simon and Garfunkel не повторили их успех своим альбомом Bridge Over Troubled Water и синглом с одноимённым названием.
После выступления «The Beatles» на «Шоу Эда Салливана» в начале 1964 года, некоторые американские критики перестали воспринимать музыкантов как группу, получившую призвание благодаря одному общеизвестному синглу за всю их карьеру. A Hard Day’s Night только усиливала господство «The Beatles» на мировой музыкальной сцене 1964 года. Музыканты продолжили свою успешную музыкальную карьеру в течение последующих шести лет вплоть до распада группы в 1970 году.

## Структура песни

Гармонические обороты в песне «A Hard Day’s Night»

### Форма песни
В лирике песни фигурируют только два куплета. Обе части А, первая и третья, с одинаковым текстом. Это повторение очень важно, потому что только первый куплет содержит заглавие песни. Фактическая форма — ААВА/ВА. Основной припев повторяется один раз, но первый куплет, как и заглавие песни, повторяется целых три раза.

### Гармонические обороты
«A Hard Day’s Night» начинается с неустойчивого, но теперь знаменитого — G7sus4 аккорда с ре в басу. Этот аккорд берут три гитары и фортепиано. G7sus4 содержит тонику соль, что даёт некоторую стабильность. Однако, он также содержит две крайне неустойчивые ноты, до, 4 ступень, и фа-бекар, пониженная седьмая ступень. Это сочетание устойчивых и неустойчивых звуков создает нужное настроение песни о тяжёлом рабочем дне.
Анализ вступительного аккорда был предметом многочисленных споров. Считали, что это может быть G7add9sus4 или G7sus4 или G11sus4. Настоящий аккорд Fadd9 был подтвержден Харрисоном во время онлайн чата 15 февраля 2001 года.
Источник: Pedler, Dominic (2003). The Songwriting Secrets of the Beatles
Три аккорда в начале куплета (G, C, G) принадлежат тональности соль мажор. Но с введением аккорда фа мажор в третьем такте мы видим, что Леннон выбрал для песни соль миксолидийский лад. С характерной блюзовой пониженной седьмой ступенью, миксолидийский лад снижает светлый настрой, обычно ассоциируемый с мажорным ладом. Унылое звучание пониженной седьмой ступени отлично сочетается с лирикой Леннона о тяжёлом трудовом дне. Куплет создаёт верное ощущение монотонности ежедневного труда. Возвращение в тональность соль мажор происходит в десятом такте с введением аккорда D7, который содержит фа-диез. Единственное отличие между соль мажором и соль миксолидийским в этой фа. Для установления мажора нужна фа-диез, тогда как соль миксолидийский использует фа-бекар. Леннон возвращается к блюзовой остроте введением аккорда C7 в одиннадцатом такте в завершающую каденцию, причём аккорд содержит и блюзовую си-бемоль (пониженная третья для тональности соль и пониженная седьмая в аккорде до мажор).

### Основной куплет
Восьмитактовый припев — пример контраста. Начинающийся с более тёмного, минорного лада, он выглядит ироническим обрамлением совершенно позитивной лирики.
in G
| iii | vi | iii | iii| I | vi | IV7 | V7 ||
Припев заканчивается подходящим и широкоизвестным гармоническим оборотом I — vi — IV—V. Последние аккорды D7 — G возвращают слушателя к куплету.

## Состав музыкантов
- Джон Леннон — 6-ти струнная гитара, ведущий вокал, электрическая и акустическая ритм-гитара
- Пол Маккартни — сверхдублированный вокал, бас-гитара
- Джордж Харрисон — 12-струнная гитара Rickenbacker
- Ринго Старр — барабаны, бонго
- Джордж Мартин — фортепиано

## Другие записи
- Питер Селлерс записал комедийную версию песни «A Hard Day’s Night», в которой представил лирику в стиле Лоренса Оливье в его фильме «Ричард III»[16], снятом по пьесе Уилльяма Шекспира — «Ричард III». Версия Селлерса вошла в «двадцатку лучших хитов» 1965 года в Великобритании[17].
- Версия Билли Джоэла, вошедшая в альбомы: Complete Hits, My Lives и Ultimate Collection[18].
- Версия группы The Rutles — «I Must Be In Love» (пастиш на песню A Hard Day’s Night).
- Sugarcult записали свою версию песни для EP-альбома с одноимённым названием — A Hard Day’s Night.
- The Punkles записали кавер-версию в стиле панк, которая вошла в дебютный альбом группы.
- Beatallica записали версию, созданную в жанре трэш-металла — «A Garage Dayz Nite». Композиция ссылается на некоторые песни группы Metallica, а также на песни группы Scorpions.
- Версия шведской группы Mando Diao, выпущенная в формате сингла («Б»-сторона — «TV & Me»).
- Кавер-версия боснийской группы Indexi, записанная в 1965 году — Učini jednom bar.
- Бразильская рок-певица и композитор Рита Ли записала свою версию песни в 2001 году. Песня вошла в альбом — «Aqui, Ali, em Qualquer Lugar», включивший собрание песен The Beatles, созданных в жанре босса-новы (с порт. — «Здесь, там и всюду»).
- Cirque du Soleil используют первый аккорд песни «A Hard Day’s Night» в вводной части для песни «Get Back».

## Кавер-версии
| Группа или имя артиста | Дата выпуска    | Название альбома                                | Дополнительная информация |
| ---------------------- | --------------- | ----------------------------------------------- | ------------------------- |
| Mando Diao             | 2007            | «Б» сторона сингла «TV & Me»                    |                           |
| Sugarcult              | 16 ноября, 2005 | A Hard Day’s Night                              |                           |
| Джоэл, Билли           | 22 ноября, 2005 | My Lives                                        | Запись «живого» концерта  |
| Hoodoo Gurus           | 1996            | Electric Chair                                  |                           |
| The Kelly Family       | 1991            | Honest Workers                                  |                           |
| Shockabilly            | 1982            | The Dawn Of Shockabilly (EP)                    |                           |
| Отис Реддинг           | 1982            | Recorded Live: Previously Released Performances |                           |
| Макс Байгрейвс         | 1979            | At His Very Best                                |                           |
| Дайон Уорвик           | 1969            | Soulful                                         |                           |
| Эрл Грант              | 1966            | Bali Hai’h                                      | Инструментальная тема     |
| Билли Престон          | 25 марта, 1966  | The Wildest Organ in Town!                      |                           |
| Чет Аткинс             | Март 1966       | Chet Atkins Picks on The Beatles                |                           |
| Питер Селлерс          | 1965            | сингл                                           |                           |
| Пегги Ли               | 1964            | In the Name of Love                             |                           |
| Santo & Johnny         | 1964            | сингл                                           |                           |
| Гари МакФарланд        | 1964            | сингл                                           |                           |

## Интересные факты

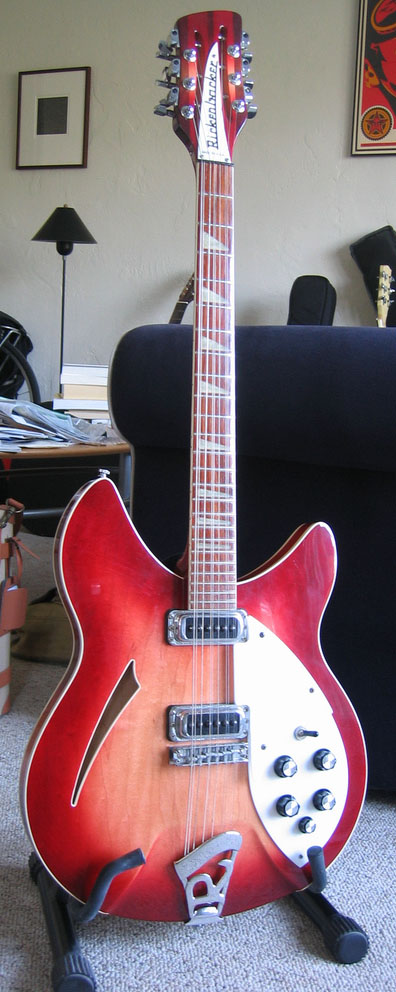
12-струнный Rickenbacker Джорджа Харрисона

- Первый аккорд этой песни на протяжении 40 лет оставался загадкой — ни один гитарист мира не смог его в точности воспроизвести[19]. Математик Джейсон Браун из Университета Дэлхауса занялся изучением этого аккорда. В качестве инструмента он решил применить хорошо известный математикам метод преобразования Фурье, позволяющий для поступающего на вход звукового сигнала построить спектрограмму — набор частот звуковых волн, образующих сигнал на входе[19] В результате этого преобразования, он пришёл к выводу, что в аккорде имеются частоты не принадлежащие ни 12-струнному «Rickenbacker» Харрисона, ни 6-струнной гитаре Леннона, ни бас-гитаре Маккартни[19]. По его мнению недостающий инструмент — это фортепьяно, на котором сыграл Джордж Мартин — продюсер группы The Beatles[20]. Именно его аккорд содержит ноту Фа (F), которую невозможно было бы сыграть на гитаре[19].
- Многие астронавты любили просыпаться под песню «A Hard Day’s Night», а также под песни «Here Comes the Sun» и «Ticket to Ride»[21].
- Первая строка песни была процитирована на Луне 21 апреля 1972 года. Это сделал вскоре после прилунения Джон Янг, командир космического корабля «Аполлон-16» и девятый человек, ступивший на Луну. Из-за неполадок на орбите посадка оказалась на грани срыва и состоялась на шесть часов позже запланированного. После того, как лунный модуль всё-таки успешно сел в заданном районе, ЦУП в Хьюстоне дал астронавтам указание ложиться спать и отложить запланированный выход на поверхность до утра. Янг ответил: «У вас тоже выдался вечер трудного дня» (англ. It's been a hard day's night for you, too)[22].
- В Ливерпуле открыт «Отель трудного дня», названный в честь знаменитого хита и одноимённого альбома. Отель расположен недалеко от клуба «Каверна», где начиналась карьера «The Beatles».